# Giacomo Becattini

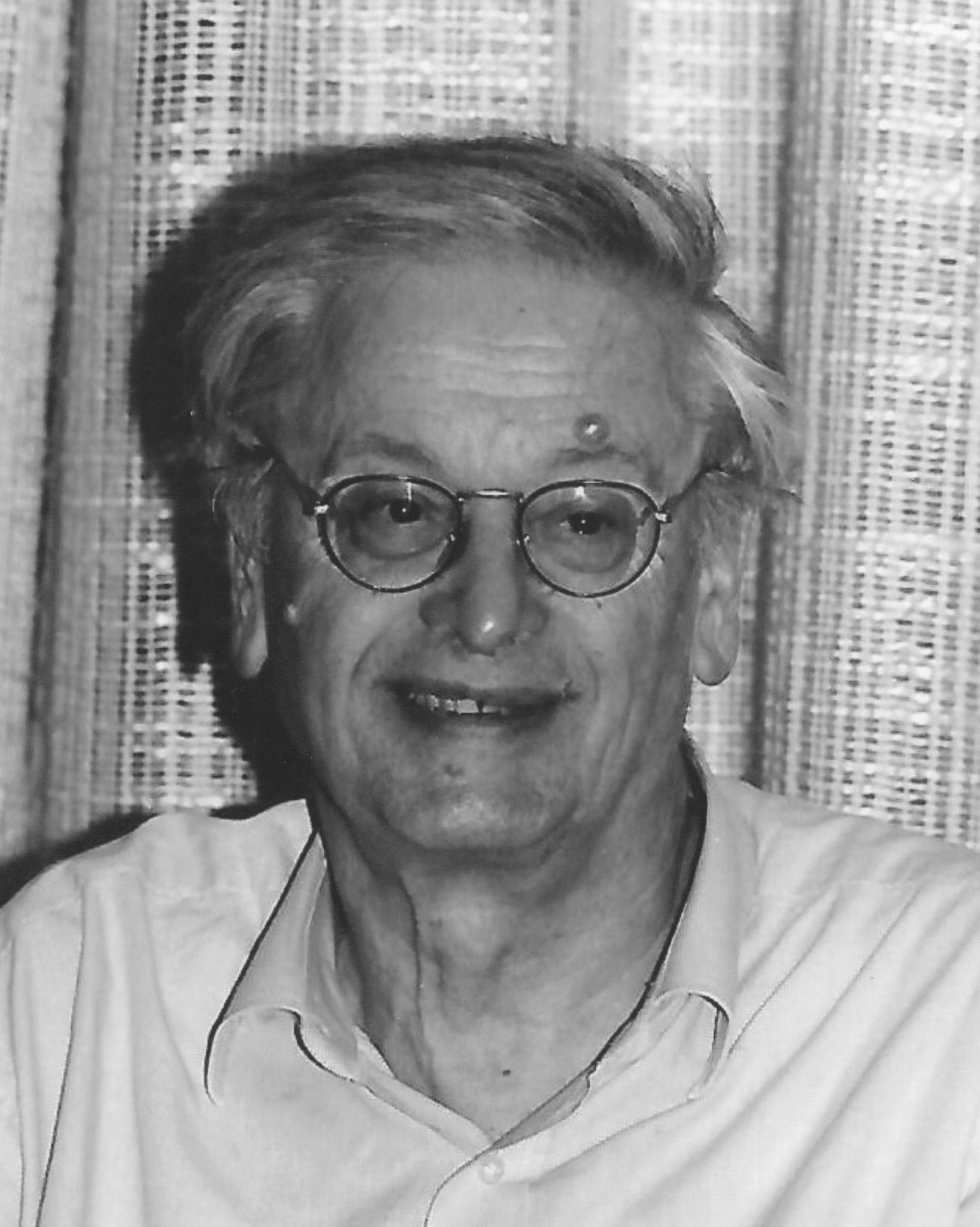
Giacomo Becattini

Giacomo Becattini (Firenze, 4 marzo 1927 – Scandicci, 21 gennaio 2017) è stato un economista italiano, docente all'Università degli Studi di Firenze.

## Biografia
Ha studiato economia con Alberto Bertolino all'Università di Firenze dove si è laureato nel 1953 e ha ottenuto la cattedra di Economia politica nel 1968, che ha coperto fino al 1998. Nel 1999 l’Università di Firenze gli ha conferito il titolo di professore emerito.
Accademico dei Lincei, è stato socio delle Accademie fiorentine La Colombaria e i Georgofili, e Life Member del Trinity Hall di Cambridge.
È stato il primo direttore dell’IRPET, l’attuale Istituto regionale per la programmazione economica della Toscana (1968-1973) e presidente del Comitato scientifico dell'IRIS, l’Istituto di ricerche economiche e sociali di Prato (1991-2006), dove ha promosso la “libera scuola” di Artimino sullo sviluppo locale (1991). Negli anni 1992-1995 è stato presidente della Società italiana degli economisti (SIE), dopo aver fatto parte del Consiglio di Presidenza per vari mandati.
Ha fondato riviste: il Marshall Studies Bulletin (1991), Sviluppo Locale (1994), ha promosso la Rivista italiana degli economisti (1995), ed è stato editorialista de il manifesto, Il Sole 24 Ore, Il Corriere di Firenze.
Per i suoi studi ha ricevuto numerosi premi e riconoscimenti, fra i quali il Premio Letterario Prato (1981); il Premio Scanno (1988), il Premio Saint Vincent (2001), il Premio Invernizzi per l’economia (2002); il Premio internazionale FSF-NUTEK (Swedish Foundation for Small Business Research e Swedish Business Development Agency) per la ricerca sull’imprenditorialità e la piccola impresa (2002); il Premio alla carriera attribuito dal Competitiveness Institute (TCI) di Barcellona (2004).
Cittadino onorario di Prato (2001), nel 2002 la Regione Toscana gli ha assegnato il Pegaso d’Oro Straordinario e ha patrocinato la ripubblicazione dei suoi Scritti sulla Toscana in 4 volumi (2007). Nel 2003 l’Università di Urbino “Carlo Bo” gli ha conferito la Laurea ad honorem in Economia e Commercio.
È ricordato per l’importanza del suo contributo agli studi sul pensiero economico vittoriano (John Stuart Mill e Henry Fawcett), in particolare la rivalutazione del sistema di pensiero di Alfred Marshall (1975, 1981, 2006), sullo sviluppo economico della Toscana (1969, 1975), sul ruolo dei sistemi locali di piccola e media impresa nello sviluppo economico italiano attraverso il concetto di distretto industriale (1979, 1989, 2009), sulla storia di Prato nel secondo dopoguerra (1997, 2000).

## Biblioteca e archivio personale
Nel 2018 la famiglia di Giacomo Becattini ha donato alla Biblioteca di scienze sociali dell’Università degli studi di Firenze l’archivio dello studioso e parte della sua biblioteca personale. Il nucleo librario contiene scritti di Becattini e volumi inerenti a diverse aree tematiche, tra le quali si segnalano: gli economisti pre-Marshall e post-Marshall, John Stuart Mill, Alfred Marshall, socialismo e utopismo in Inghilterra, la società vittoriana, Marx e il marxismo, John Maynard Keynes, la storia del pensiero economico. 
L’archivio conserva carteggi, appunti ed elaborati di studio, materiali per la didattica ed è in fase di riordino.
Una parte della biblioteca personale era già stata donata da Becattini stesso alla Biblioteca del Polo universitario Città di Prato.

## Scritti scelti

### Libri e curatele
- G. Becattini, Il concetto d’industria e la teoria del valore, Torino, Boringhieri, 1962.
- G. Becattini, a cura di, Lo sviluppo economico della Toscana, con particolare riguardo all’industrializzazione leggera, Firenze, IRPET-Guaraldi, 1975.
- G. Becattini, a cura di, A. Marshall e M. Paley Marshall, Economia della produzione, Milano, ISEDI, 1975.
- G. Becattini, a cura, Mercato e forze locali: il distretto industriale, Bologna, Il Mulino, 1987.
- G. Becattini, a cura di, Il pensiero economico: temi, problemi e scuole, Torino, UTET, 1990.
- G. Becattini, a cura di, Prato. Storia di una città. 4. Il distretto industriale (1943-1993), Firenze, Comune di Prato-Le Monnier, 1997.
- G. Becattini, Il bruco e la farfalla. Prato nel mondo che cambia (1954-1993), Firenze, Le Monnier, 2000.
- G. Becattini, M. Bellandi, G. Dei Ottati, F. Sforzi, a cura di, Il caleidoscopio dello sviluppo locale. Trasformazioni economiche dell'Italia contemporanea, Torino, Rosenberg & Sellier, 2001.
- G. Becattini, F. Sforzi, a cura di, Lezioni sullo sviluppo locale, Torino, Rosenberg & Sellier, 2002.
- G. Becattini, M. Bellandi, G. Dei Ottati, F. Sforzi, From Industrial Districts to Local Development. An Itinerary of Research, Cheltenham (UK), Edward Elgar, 2003.
- T. Raffaelli, G. Becattini, M. Dardi, eds., The Elgar Companion to Alfred Marshall, Cheltenham (UK), Edward Elgar, 2006.
- G. Becattini, M. Bellandi, L. De Propris, eds., A Handbook of Industrial Districts, Cheltenham (UK), Edward Elgar, 2009.
- T. Raffaelli, G. Becattini, K. Caldari, M. Dardi, eds., The Impact of Alfred Marshall’s Ideas. The Global Diffusion of his Work, Cheltenham (UK), Edward Elgar, 2010.

### Introduzioni
- G. Becattini, Introduzione, in J. Robinson, Ideologie e scienza economica, a cura di G. Becattini, Firenze, Sansoni, 1966, pp. 7-31.
- G. Becattini, Introduzione, in R. Harrod, Verso una nuova politica economica, cura di G. Becattini, Firenze, Sansoni, 1969, pp. 9-28.
- G. Becattini, Introduzione: Invito a una rilettura di Marshall, in A. Marshall e M. Paley Marshall, Economia della produzione, Milano, ISEDI, 1975, pp. IX-CXIV.
- G. Becattini, Introduzione, in Alfred Marshall. Antologia di scritti economici, a cura di G. Becattini, Bologna, Il Mulino, 1981, pp. 5-74.
- G. Becattini, Introduzione, in J.S. Mill, Principi di economia politica, Torino, UTET, 1983, pp. 7-63.
- G. Becattini, Introduzione: Il distretto industriale marshalliano: cronaca di un ritrovamento, in G. Becattini, a cura, Mercato e forze locali: il distretto industriale, Bologna, Il Mulino, 1987, pp. 7-34.
- G. Becattini, Introduzione, in J. Steindl, Piccola e grande impresa. Problemi economici della dimensione dell’impresa, Milano, FrancoAngeli, 1991, pp. 7-25.

## Articoli su riviste scientifiche e in volume
- G. Becattini, Scienza economica e trasformazioni sociali (A proposito di un recente volume di Paolo Sylos Labini), «Studi economici», XVI (1-2), 1961, pp. 106-137.
- G. Becattini, Prospettive dell’inserimento della regione toscana nella programmazione economica nazionale, in Unione regionale delle provincie toscane, La Toscana nella programmazione economica nazionale, Atti del Convegno “Per un piano di sviluppo economico della Toscana, Firenze, 6-10 marzo 1963, pp. 25-59.
- G. Becattini, The development of Light Industry in Tuscany: an interpretation, «Economic Notes», 7 (2-3), 1978, pp. 107-123.
- G. Becattini, L’economista e la «trasformazione consapevole» della società, «Rassegna economica», (11/12), 1978, pp. 1275-1291.
- G. Becattini, Dal “settore” industriale al “distretto” industriale. Alcune considerazioni sull’unità d’indagine dell’economia industriale, «Rivista di economia e politica industriale», V (1), 1979, pp. 7-21.
- G. Becattini, Sul concetto di “Saggio uniforme del profitto”, «Materiali filosofici», (7), 1983, pp. 41-56.
- G. Becattini, G. Bianchi, Chi ha paura della regionalità, «Il Ponte», XL (1), 1984, pp. 100-110.
- G. Becattini, L’interpretazione sraffiana di Marshall, in R. Bellofiore, a cura di, Tra teoria economica e grande cultura europea: Piero Sraffa, Milano, FrancoAngeli, 1986, pp. 39-57.
- G. Becattini, Piccole e medie imprese e distretti industriali nel recente sviluppo italiano, «Note Economiche», (3), 1989, pp. 397-411.
- G. Becattini, Riflessioni sul distretto industriale marshalliano come concetto socio-economico, «Stato e mercato», (25), 1989, pp. 111-128.
- G. Becattini, Henry Fawcett and the labour question in mid-Victorian Britain, in L. Goldman, ed., The Blind Victorian: Henry Fawcett and British Liberalism, Cambridge, Cambridge University Press, 1989, pp. 120-141.
- G. Becattini, Alfred Marshall e la vecchia scuola economica di Cambridge, in G. Becattini, a cura di, Il pensiero economico: temi, problemi e scuole, Torino, UTET, 1990, pp. 275-310.
- G. Becattini, Market and Communism in the Thought of Alfred Marshall, in M. Dardi, M. Gallegati, E. Pesciarelli, eds., Alfred Marshall’s Principles of Economics 1890-1990, «Quaderni di storia dell’economia politica», IX (2-3), 1991, pp. 161-188.
- G. Becattini, Nazione economica e nazione politica nel pensiero di Alfred Marshall, in P. Roggi, a cura di, Quale mercato per quale Europa. Nazione, mercato e grande Europa nel pensiero degli economisti dal XVIII sec. ad oggi, Milano, FrancoAngeli, 1994, pp. 271-280.
- G. Becattini, Distretti industriali e storia dell’industria italiana. Di alcune possibili implicazioni, per la ricerca storica, di una recente «rilettura» dell’industria italiana, «Ricerche di storia sociale e religiosa», XXVII (54), 1998, pp. 7-27.
- G. Becattini, Una politica per i sistemi produttivi locali, Dipartimento per le politiche di sviluppo e di coesione, a cura di, Cento idee per lo sviluppo. Schede di programma 2000-2006, Catania 2-3-4 dicembre 1998, Roma, Ministero del Tesoro, del Bilancio e della Programmazione economica, 1998, pp. 431-434.
- G. Becattini, S. Menghinello, Contributo e ruolo del made in Italy “distrettuale” nelle esportazioni nazionali di manufatti, «Sviluppo locale», V (9), 1998, pp. 5-41.
- G. Becattini, Anomalie marshalliane, «Rivista italiana degli economisti», V (1), 2000, pp. 3-56.
- G. Becattini, Alfred Marshall. Fra storia e analisi economica, «Rivista di storia economica», XVIII (1), 2002, pp. 95-110.
- G. Becattini, Industria e territorio. Riflessioni su un tema marshalliano, «Economia Marche», XXIV (3), 2005, pp. 39-45.
- G. Becattini, Per una via ordinata all’utopia. Riflessioni sul pensiero di Alfred Marshall in tema di economia di mercato e di utopia comunista, «Studi e Note di Economia», XV (2), 2010, pp. 201-213.
- G. Becattini, Oltre la geo-settorialità: la coralità produttiva dei luoghi, «Sviluppo locale», XV (39), 2011-12, pp. 3-16.

### Raccolte
- G. Becattini, Scienza economica e trasformazioni sociali, Firenze, La Nuova Italia, 1979.
- G. Becattini, Distretti industriali e made in Italy. Le basi socioculturali del nostro sviluppo economico, Torino, Bollati Boringhieri, 1998.
- G. Becattini, L’industrializzazione leggera della Toscana. Ricerca sul campo e confronto delle idee, Milano, IRPET-FrancoAngeli, 1999.
- G. Becattini, Il distretto industriale. Un nuovo modo di interpretare il cambiamento economico, Torino, Rosenberg & Sellier, 2000.
- G. Becattini, Dal distretto industriale allo sviluppo locale. Svolgimento e difesa di un’idea, Torino, Bollati Boringhieri, 2000.
- G. Becattini, Miti e paradossi del mondo contemporaneo. Interventi sul «Corriere di Firenze», Roma, Donzelli, 2002.
- G. Becattini, I nipoti di Cattaneo. Colloqui e schermaglie tra economisti italiani, Roma, Donzelli, 2002.
- G. Becattini, Per un capitalismo dal volto umano. La critica dell’economia apolitica sulle pagine del «Ponte» (1984-2003), Torino, Bollati Boringhieri, 2004.
- G. Becattini, Industrial Districts. A New Approach to Industrial Change, Cheltenham (UK), Edward Elgar, 2004.
- G. Becattini, Il calabrone Italia. Ricerche e ragionamenti sulla peculiarità economica italiana, Bologna, Il Mulino, 2007.
- G. Becattini, Scritti sulla Toscana (1954-2007), 4 vol., Firenze, Regione Toscana-Le Monnier, 2007.
- G. Becattini, Ritorno al territorio, Bologna, Il Mulino, 2009.
- G. Becattini, Industria e carattere. Saggi sul pensiero di Alfred Marshall, Firenze, Le Monnier, 2010.